# ازوگا
شهر ازوگا (به رومانیایی: Azuga) در شهرستان پرهوا در کشور رومانی واقع شده‌است. جمعیت این شهر ۶٬۱۱۹ نفر  است.